# Tivali Minsk
Le Tivali Minsk est un club de hockey sur glace de Minsk en Biélorussie. Il évolue dans le Championnat de Biélorussie de hockey sur glace.

## Historique
Le club est créé en 1946 sous le nom du Torpedo Minsk. 
Il a ensuite changé plusieurs fois de nom:
- 1956: Burevestnik Minsk;
- 1958: Krasnoye znamia Minsk;
- 1964: Trud Minsk;
- 1965: Vimpel Minsk;
- 1966: Torpedo Minsk;
- 1977: Dynamo Minsk;
- 1993: Tivali Minsk;

En 2001, le club se retire puis renait en 2003
- 2003: Dynamo Minsk;

## Palmarès
- Vainqueur du Championnat de Biélorussie: 1993, 1994, 1995, 2002.